# Grad Hartenštajn
Grad Hartenštajn (nemško Hartenstein), ljudsko tudi Drenski grad, je stal na severnem robu trga Pilštanj v Občini Kozje. Sledi zidov več ni, le obris obrambnega jarka se je ohranil do danes. Slabih 400 m južno, na južnem robu trga, je stal grad Pilštanj.

## Zgodovina
Grad Hartenštanj je prvič pisno omenjen leta 1341 kot turn ze Peylnstain. Grad je zgrajen iz prvotnega stolpastega dvora. Leta 1573 so ga oblegali uporni kmetje, vendar ga niso opustošili. Leta 1810 so grofje Attemsi razkrili streho na gradu in je propadel.

## Galerija
- Grad na upodobitvi Georga Matthäusa Vischerja, 1681
- Skromno grajsko gruščevje, 2025
- Opuščena kočica na lokaciji gradu, 2025